# James Dreyfus

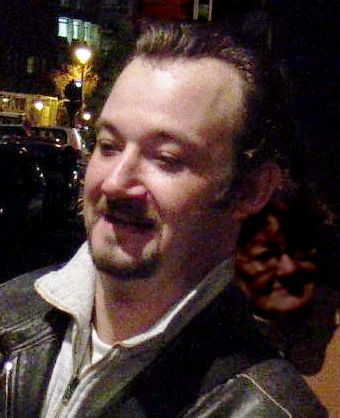
James Dreyfus

James Dreyfus (* 9. Oktober 1968 in Frankreich) ist ein britischer Schauspieler in Film, Fernsehen und Theater.
James Dreyfus wurde in London auf der Royal Academy of Dramatic Art ausgebildet. 1998 gewann er den Olivier Award für seine Arbeit in Die Frau im Dunkeln. Im gleichen Jahr war er nominiert für den Ian Charleson Award für seine Leistung als Cassius in Shakespeares Julius Caesar. In Deutschland wurde James Dreyfus bekannt als Constable Kevin Goody an der Seite von Rowan Atkinson in Ben Eltons Sitcom Inspektor Fowler – Härter als die Polizei erlaubt.

## Filmografie (Auswahl)
- 1995: Thin Ice
- 1995–1996: Inspektor Fowler – Härter als die Polizei erlaubt (The Thin Blue Line, Fernsehserie, 14 Folgen)
- 1995–1996: Absolutely Fabulous
- 1996: Boyfriends
- 1999: Notting Hill
- 1999–2001: Gimme Gimme Gimme
- 2000: Gormenghast
- 2000: Bette
- 2004: Fat Slags
- 2004: Agent Cody Banks 2: Mission London (Agent Cody Banks 2: Destination London)
- 2006: My Hero
- 2006: Colour Me Kubrick
- 2007: Cabaret
- 2007: Double Time
- 2009: Casualty (Fernsehserie, 1 Folge)
- 2012: Inspector Barnaby (Midsomer Murders, Fernsehserie, Folge A Rare Bird)
- 2012: Whitechapel (Fernsehserie, 2 Folgen)
- 2019: Shakespeare & Hathaway – Private Investigators (Fernsehserie, 1 Folge)
- 2020: Supernova
- 2024: House of the Dragon (Fernsehserie)